# Az Amerikai Virgin-szigetek az 1984. évi nyári olimpiai játékokon
Az Amerikai Virgin-szigetek az egyesült államokbeli Los Angelesben megrendezett 1984. évi nyári olimpiai játékok egyik részt vevő nemzete volt. Az országot az olimpián 7 sportágban 29 sportoló képviselte, akik érmet nem szereztek.

## Atlétika
Férfi
| Versenyző       | Versenyszám | Előfutam | Előfutam | Előfutam | Negyeddöntő | Negyeddöntő | Negyeddöntő | Elődöntő | Elődöntő | Elődöntő | Döntő   | Döntő    |
| Versenyző       | Versenyszám | Idő      | Hely.    | Össz.    | Idő         | Hely.       | Össz.       | Idő      | Hely.    | Össz.    | Idő     | Helyezés |
| --------------- | ----------- | -------- | -------- | -------- | ----------- | ----------- | ----------- | -------- | -------- | -------- | ------- | -------- |
| Ronald Russell  | 100 m       | 11,02    | 6.       | 68.      | kiesett     | kiesett     | kiesett     | kiesett  | kiesett  | kiesett  | kiesett | kiesett  |
| Neville Hodge   | 100 m       | 10,58    | 3.       | 31.*     | 10,69       | 7.          | 34.**       | kiesett  | kiesett  | kiesett  | kiesett | kiesett  |
| Neville Hodge   | 200 m       | 21,12    | 3.       | 20.**    | kiesett     | kiesett     | kiesett     | kiesett  | kiesett  | kiesett  | kiesett | kiesett  |
| Marlon Williams | Maraton     |          |          |          |             |             |             |          |          |          | 2:46:50 | 75.      |

| Versenyző         | Versenyszám | Selejtező | Selejtező | Döntő    | Döntő    |
| Versenyző         | Versenyszám | Eredmény  | Helyezés  | Eredmény | Helyezés |
| ----------------- | ----------- | --------- | --------- | -------- | -------- |
| Brian Morrissette | Rúdugrás    | 520 cm    | 15.       | kiesett  | kiesett  |

* - egy másik versenyzővel azonos eredményt ért el

** - két másik versenyzővel azonos eredményt ért el

## Lovaglás
Lovastusa
| Versenyző     | Ló    | Versenyszám | Díjlovaglás | Díjlovaglás | Tereplovaglás | Tereplovaglás | Díjugratás | Díjugratás | Végeredmény | Végeredmény |
| Versenyző     | Ló    | Versenyszám | Bünt.       | Hely.       | Bünt.         | Hely.         | Bünt.      | Hely.      | Bünt.       | Helyezés    |
| ------------- | ----- | ----------- | ----------- | ----------- | ------------- | ------------- | ---------- | ---------- | ----------- | ----------- |
| Richard Rader | Deuce | Egyéni      | 78,00       | 44.         | nem ért célba | nem ért célba | kiesett    | kiesett    | kiesett     | kiesett     |

## Ökölvívás
| Versenyző           | Versenyszám  | Selejtező         | 32-es főtábla              | Nyolcaddöntő      | Negyeddöntő       | Elődöntő          | Döntő             | Helyezés |
| Versenyző           | Versenyszám  | Ellenfél Eredmény | Ellenfél Eredmény          | Ellenfél Eredmény | Ellenfél Eredmény | Ellenfél Eredmény | Ellenfél Eredmény | Helyezés |
| ------------------- | ------------ | ----------------- | -------------------------- | ----------------- | ----------------- | ----------------- | ----------------- | -------- |
| Clifton Charleswell | Kisváltósúly | erőnyerő          | Dave Griffiths (GBR) · 0:5 | kiesett           | kiesett           | kiesett           | kiesett           | 17.      |

## Sportlövészet
Férfi
| Versenyző         | Versenyszám    | Pont | Helyezés |
| ----------------- | -------------- | ---- | -------- |
| William Henderson | Szabadpisztoly | 528  | 44.      |
| Roland Scott      | Szabadpisztoly | 459  | 55.      |

Nyílt
| Versenyző  | Versenyszám | Pont | Helyezés |
| ---------- | ----------- | ---- | -------- |
| Gary Berne | Skeet       | 167  | 62.      |

## Úszás
Férfi
| Versenyző                                                   | Versenyszám            | Előfutam | Előfutam | Előfutam | Döntő   | Döntő   | Döntő   | Helyezés |
| Versenyző                                                   | Versenyszám            | Idő      | Hely.    | Össz.    | Típus   | Idő     | Hely.   | Helyezés |
| ----------------------------------------------------------- | ---------------------- | -------- | -------- | -------- | ------- | ------- | ------- | -------- |
| Collier Woolard                                             | 100 m hát              | 1:06,86  | 7.       | 41.      | kiesett | kiesett | kiesett | kiesett  |
| Collier Woolard                                             | 100 m gyors            | 55,67    | 6.       | 53.      | kiesett | kiesett | kiesett | kiesett  |
| Erik Rosskopf                                               | 100 m gyors            | 54,80    | 6.       | 47.      | kiesett | kiesett | kiesett | kiesett  |
| Erik Rosskopf                                               | 100 m hát              | 1:03,82  | 6.       | 37.      | kiesett | kiesett | kiesett | kiesett  |
| Erik Rosskopf                                               | 200 m gyors            | 2:02,04  | 7.       | 45.      | kiesett | kiesett | kiesett | kiesett  |
| Scott Newkirk                                               | 200 m gyors            | 1:57,74  | 6.       | 41.      | kiesett | kiesett | kiesett | kiesett  |
| Scott Newkirk                                               | 400 m gyors            | 4:12,60  | 6.       | 32.      | kiesett | kiesett | kiesett | kiesett  |
| Scott Newkirk                                               | 1500 m gyors           | 16:50,55 | 7.       | 26.      | kiesett | kiesett | kiesett | kiesett  |
| Scott Newkirk                                               | 400 m vegyes           | 4:48,15  | 6.       | 17.      | kiesett | kiesett | kiesett | kiesett  |
| Harrell Woolard                                             | 200 m vegyes           | 2:27,51  | 6.       | 40.      | kiesett | kiesett | kiesett | kiesett  |
| Harrell Woolard                                             | 200 m mell             | 2:45,68  | 6.       | 44.      | kiesett | kiesett | kiesett | kiesett  |
| Harrell Woolard                                             | 100 m mell             | 1:11,17  | 7.       | 45.      | kiesett | kiesett | kiesett | kiesett  |
| Brian Farlow                                                | 100 m mell             | 1:11,27  | 7.       | 46.      | kiesett | kiesett | kiesett | kiesett  |
| Brian Farlow                                                | 200 m mell             | 2:37,87  | 7.       | 43.      | kiesett | kiesett | kiesett | kiesett  |
| Brian Farlow                                                | 200 m vegyes           | 2:20,53  | 7.       | 35.      | kiesett | kiesett | kiesett | kiesett  |
| Erik Rosskopf Brian Farlow Collier Woolard Scott Newkirk    | 4 × 100 m gyorsváltó   | 3:43,49  | 7.       | 20.      | kiesett | kiesett | kiesett | kiesett  |
| Erik Rosskopf Harrell Woolard Scott Newkirk Collier Woolard | 4 × 100 m vegyes váltó | 4:16,18  | 6.       | 18.      | kiesett | kiesett | kiesett | kiesett  |

Női
| Versenyző      | Versenyszám    | Előfutam | Előfutam | Előfutam | Döntő   | Döntő   | Döntő   | Helyezés |
| Versenyző      | Versenyszám    | Idő      | Hely.    | Össz.    | Típus   | Idő     | Hely.   | Helyezés |
| -------------- | -------------- | -------- | -------- | -------- | ------- | ------- | ------- | -------- |
| Shelley Cramer | 100 m gyors    | 1:00,65  | 5.       | 29.      | kiesett | kiesett | kiesett | kiesett  |
| Shelley Cramer | 200 m pillangó | 2:22,39  | 6.       | 24.      | kiesett | kiesett | kiesett | kiesett  |
| Shelley Cramer | 100 m pillangó | 1:04,43  | 4.       | 22.      | kiesett | kiesett | kiesett | kiesett  |
| Jodie Lawaetz  | 100 m pillangó | 1:06,82  | 7.       | 29.      | kiesett | kiesett | kiesett | kiesett  |
| Jodie Lawaetz  | 200 m pillangó | 2:25,58  | 8.       | 29.      | kiesett | kiesett | kiesett | kiesett  |

## Vitorlázás
Férfi
| Versenyző      | Versenyszám     | Futam | Futam | Futam | Futam | Futam  | Futam | Futam  | Pontszám | Helyezés |
| Versenyző      | Versenyszám     | 1     | 2     | 3     | 4     | 5      | 6     | 7      | Pontszám | Helyezés |
| -------------- | --------------- | ----- | ----- | ----- | ----- | ------ | ----- | ------ | -------- | -------- |
| Ken Klein, Jr. | Szörfvitorlázás | 20,0  | 14,0  | 5,7   | 14,0  | (22,0) | 18,0  | (22,0) | 93,7     | 13.      |

Nyílt
| Versenyző                               | Versenyszám    | Futam | Futam  | Futam  | Futam  | Futam  | Futam | Futam | Pontszám | Helyezés |
| Versenyző                               | Versenyszám    | 1     | 2      | 3      | 4      | 5      | 6     | 7     | Pontszám | Helyezés |
| --------------------------------------- | -------------- | ----- | ------ | ------ | ------ | ------ | ----- | ----- | -------- | -------- |
| Peter Holmberg                          | Finn dingi     | 17,0  | (25,0) | 5,7    | 21,0   | 14,0   | 13,0  | 16,0  | 86,7     | 11.      |
| Erik Zucker Trace Tervo                 | 470-es osztály | 30,0  | 32,0   | (33,0) | 31,0   | 24,0   | 29,0  | 28,0  | 174,0    | 26.      |
| John Foster, Jr. John Foster, Sr.       | Csillaghajó    | 20,0  | 23,0   | (26,0) | 21,0   | 22,0   | 21,0  | 23,0  | 130,0    | 18.      |
| Jean Braure Kirk Grybowski Marlon Singh | Soling         | 25,0  | (28,0) | (28,0) | (28,0) | (28,0) | 25,0  | 26,0  | 160,0    | 22.      |

## Vívás
Férfi
| Versenyző      | Versenyszám       | Selejtező | Selejtező | Selejtező         | Selejtező | Selejtező         | Selejtező | Főtábla           | Főtábla           | Vigaszág          | Vigaszág          | Negyeddöntő       | Elődöntő          | Döntő             | Helyezés |
| Versenyző      | Versenyszám       | 1. kör | 1. kör    | 2. kör            | 2. kör    | 3. kör            | 3. kör    | 1. kör            | 2. kör            | 1. kör            | 2. kör            | Negyeddöntő       | Elődöntő          | Döntő             | Helyezés |
| Versenyző      | Versenyszám       | Ellenfél Eredmény | Hely.     | Ellenfél Eredmény | Hely.     | Ellenfél Eredmény | Hely.     | Ellenfél Eredmény | Ellenfél Eredmény | Ellenfél Eredmény | Ellenfél Eredmény | Ellenfél Eredmény | Ellenfél Eredmény | Ellenfél Eredmény | Helyezés |
| -------------- | ----------------- | --- | --------- | ----------------- | --------- | ----------------- | --------- | ----------------- | ----------------- | ----------------- | ----------------- | ----------------- | ----------------- | ----------------- | -------- |
| Julito Francis | Tőr, egyéni       | 2. csoport · Haluk Yamaç (TUR) · 1–5 · Stefano Cerioni (ITA) · 0–5 · Shlomo Eyal (ISR) · 1–5 · Umezava Kenicsi (JPN) · 2–5                                     | 5.        | kiesett           | kiesett   | kiesett           | kiesett   | kiesett           | kiesett           | kiesett           | kiesett           | kiesett           | kiesett           | kiesett           | 55.      |
| James Kreglo   | Tőr, egyéni       | 5. csoport · Ahmed Al-Ahmed (KUW) · 2–5 · Edgardo Díaz (PUR) · 2–5 · Joachim Wendt (AUT) · 2–5 · José Rafael Magallanes (VEN) · 0–5 · Matthias Gey (FRG) · 2–5 | 6.        | kiesett           | kiesett   | kiesett           | kiesett   | kiesett           | kiesett           | kiesett           | kiesett           | kiesett           | kiesett           | kiesett           | 57.      |
| James Kreglo   | Kard, egyéni      | 3. csoport · Olivier Martini (MON) · 2–5 · Atilio Tass (ARG) · 1–5 · Peter Westbrook (USA) · 0–5 · Ioan Pop (ROU) · 3–5 · Giovanni Scalzo (ITA) · 1–5          | 6.        | kiesett           | kiesett   | kiesett           | kiesett   | kiesett           | kiesett           | kiesett           | kiesett           | kiesett           | kiesett           | kiesett           | 32.      |
| James Kerr     | Párbajtőr, egyéni | 5. csoport · Gilberto Peña (PUR) · 3–5 · Philippe Boisse (FRA) · 1–5 · I Ilhi (Lee Il-Hui) (KOR) · 2–5 · Michel Poffet (SUI) · 1–5                             | 5.        | kiesett           | kiesett   | kiesett           | kiesett   | kiesett           | kiesett           | kiesett           | kiesett           | kiesett           | kiesett           | kiesett           | 61.      |

Női
| Versenyző    | Versenyszám | Selejtező | Selejtező | Selejtező         | Selejtező | Selejtező         | Selejtező | Főtábla           | Főtábla           | Vigaszág          | Vigaszág          | Negyeddöntő       | Elődöntő          | Döntő             | Helyezés |
| Versenyző    | Versenyszám | 1. kör | 1. kör    | 2. kör            | 2. kör    | 3. kör            | 3. kör    | 1. kör            | 2. kör            | 1. kör            | 2. kör            | Negyeddöntő       | Elődöntő          | Döntő             | Helyezés |
| Versenyző    | Versenyszám | Ellenfél Eredmény | Hely.     | Ellenfél Eredmény | Hely.     | Ellenfél Eredmény | Hely.     | Ellenfél Eredmény | Ellenfél Eredmény | Ellenfél Eredmény | Ellenfél Eredmény | Ellenfél Eredmény | Ellenfél Eredmény | Ellenfél Eredmény | Helyezés |
| ------------ | ----------- | --- | --------- | ----------------- | --------- | ----------------- | --------- | ----------------- | ----------------- | ----------------- | ----------------- | ----------------- | ----------------- | ----------------- | -------- |
| Alayna Snell | Tőr, egyéni | 1. csoport · Kerstin Palm (SWE) · 0–5 · Debra Waples (USA) · 2–5 · Madeleine Philion (CAN) · 2–5 · Dorina Vaccaroni (ITA) · 2–5 · Sabine Bischoff (FRG) · 1–5 | 7.        | kiesett           | kiesett   | kiesett           | kiesett   | kiesett           | kiesett           | kiesett           | kiesett           | kiesett           | kiesett           | kiesett           | 40.      |